# Песто
Пе́сто (итал. pesto — толчёный, молотый) — соус итальянской кухни на основе базилика, семян пинии, сыра пармезан и оливкового масла. Его добавляют к различным блюдам, в том числе к макаронным изделиям, пицце, супу-пюре из авокадо или томатов, и намазывают на хлеб.

## Оригинальный рецепт
Происходит из области Лигурия на севере Италии, в основном из города Генуя. Впервые рецепт песто был описан Джио Батта Ратто и его сыном Джованни в книге по лигурийской гастрономии «La Cuciniera Genovese» в 1863 году. Хотя говорят, что корни его относятся к временам Древнего Рима.
Классический генуэзский песто (pesto alla genovese) готовится в мраморной ступке с деревянным пестиком. Состав соуса: листья базилика, выращенного в окрестностях Генуи (генуэзский базилик (итал.)), семена сосны пинии, твёрдый сыр из овечьего молока (пекорино) и / или пармезан, чеснок, соль, лигурийское оливковое масло качества extra virgin (нерафинированное, механического отжима).

## Разновидности
Песто имеет специфический зелёный цвет, но на юге Италии, на острове Сицилия, готовят два вида красного песто за счёт добавления помидоров:
- (+) свежие помидоры, (−) семена пинии — pesto alla siciliana[4].
- (+) вяленые помидоры и миндаль, (−) сыр[4]; или (+) свежие помидоры (очищенные от кожуры и семян) и миндаль (без кожицы), (−) сыр и семена пинии[2] — pesto alla trapanese (трапанийский песто).

В других странах
На юго-востоке Франции в области Прованс существует соус писту (фр. pistou), состоящий из базилика, чеснока и оливкового масла.
В Австрии из тыквенных семечек приготавливают тыквенное песто. В Германии также готовят свой вариант соуса, используя вместо базилика черемшу.
В России при приготовлении песто семена пинии чаще всего заменяют на кедровые орешки.

## Нетрадиционный рецепт песто
По причинам цены или доступности грецкие орехи, орехи пекан, кешью или даже арахис иногда заменяют традиционные кедровые орехи. Кроме того, по некоторым рецептам, орехи необходимо предварительно поджарить. Во многих онлайн-рецептах песто на английском языке в число ингредиентов также входит чёрный перец, который в традиционном генуэзском рецепте отсутствует. Некоторые производители песто для европейских супермаркетов также используют наполнитель (например, картофельные хлопья), который смягчает традиционно сильный вкус. В некоторых рецептах песто за рубежом базилик заменяют авокадо и петрушкой. 

Примеры использования
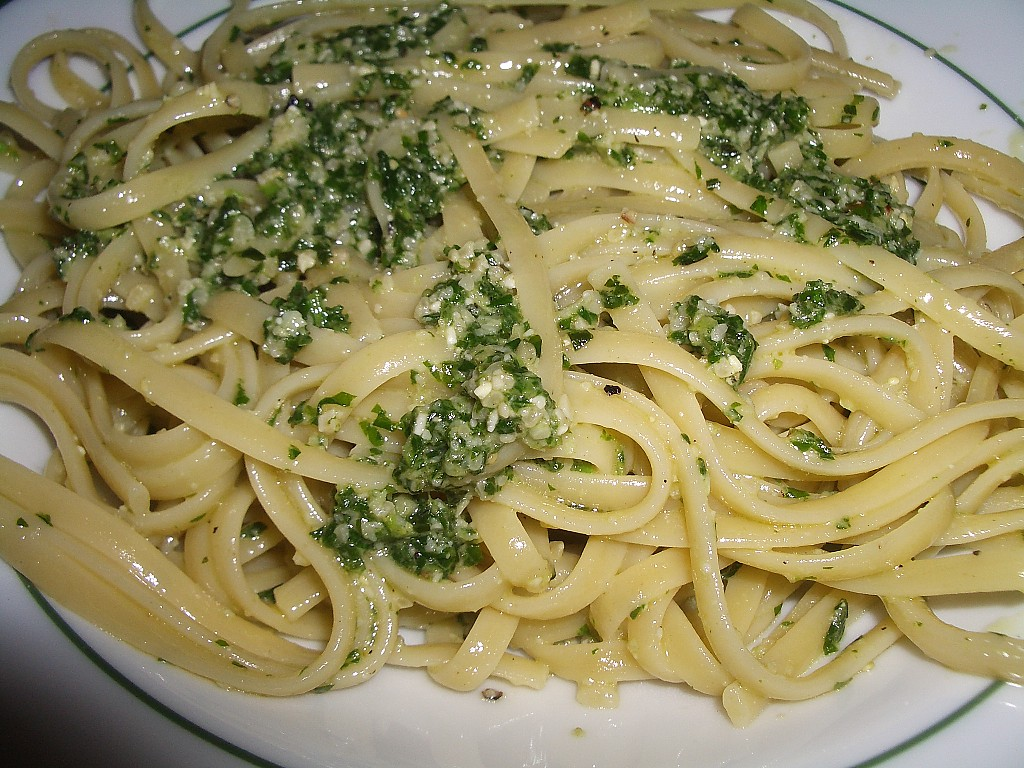
Феттуччине
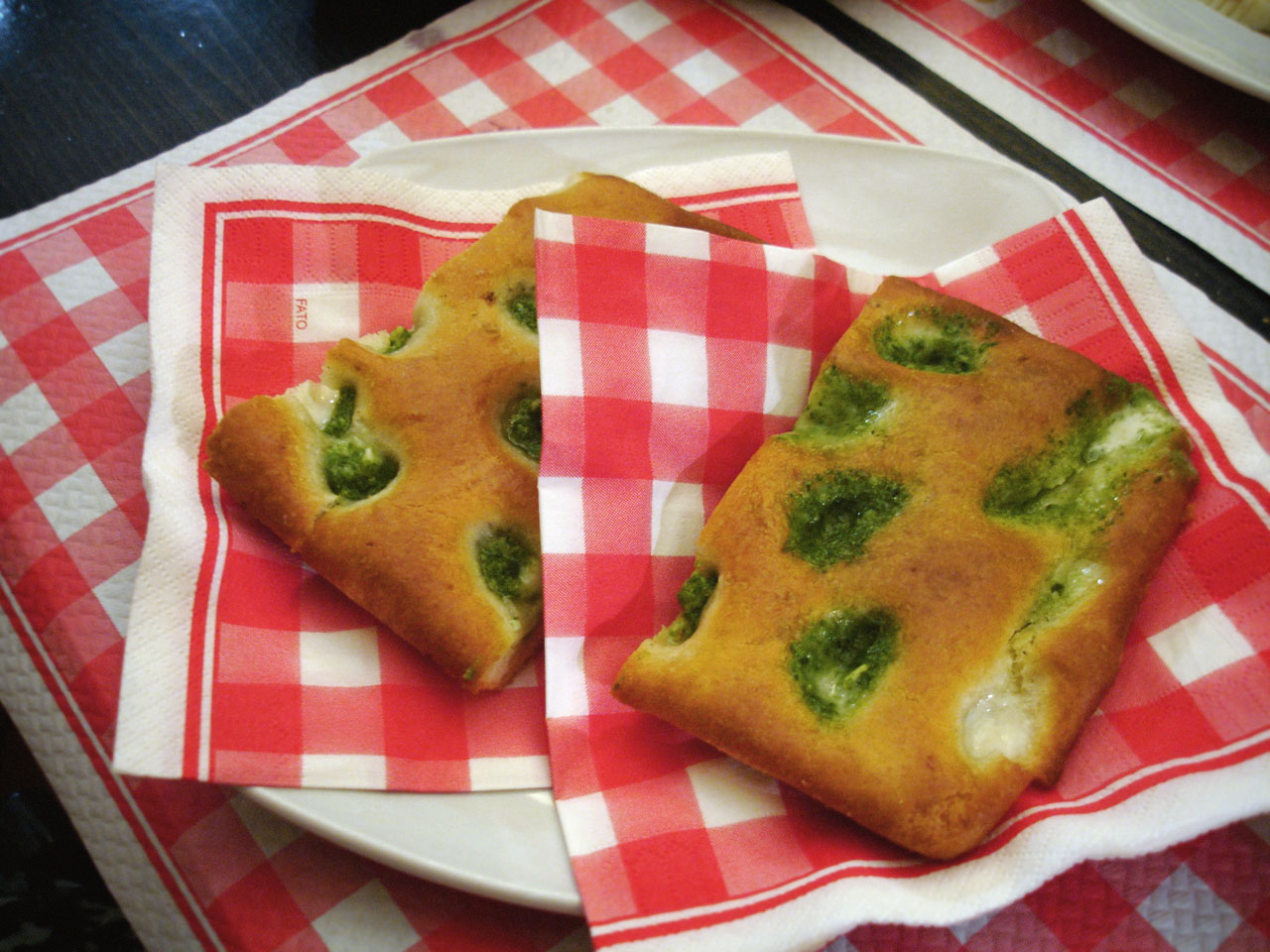
Фокачча
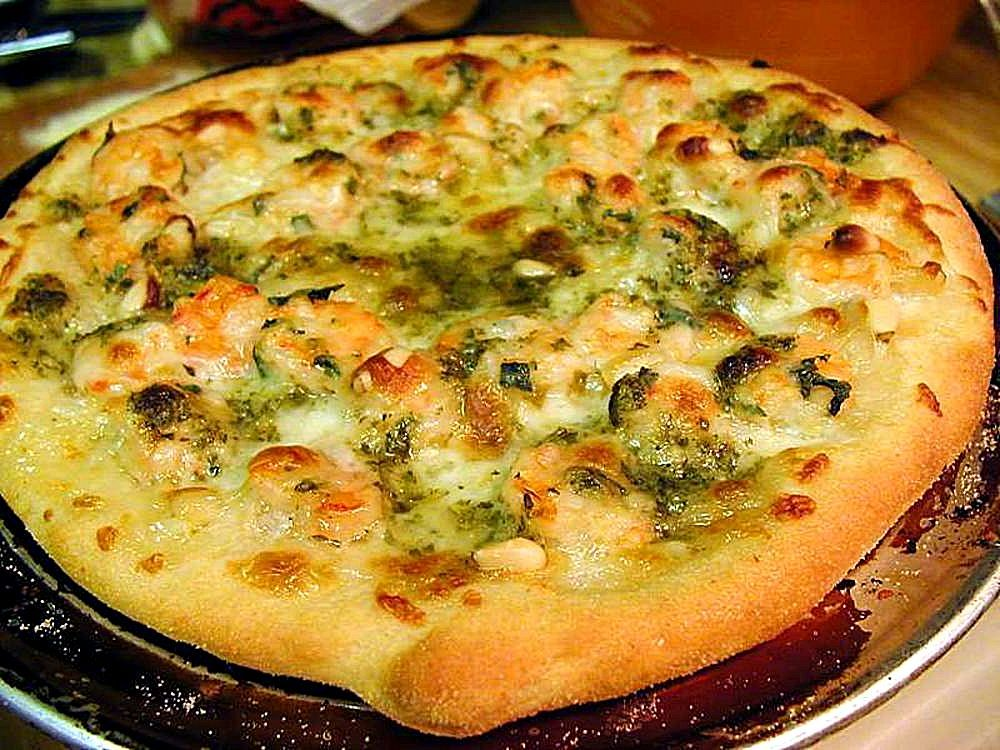
Пицца